# Nationalitetsbeteckning
Nationalitetsbeteckning är en eller flera bokstäver som används som förkortad beteckning för en stat. Nationalitetsbeteckning kan även utgöras av flagga eller annat märke på fartyg, flygplan eller motorfordon.
Exempel på nationalitetsbeteckningar är att Sverige i olika sammanhang betecknas med S, SE eller SWE, Finland betecknas med FI eller FIN (tidigare även SF), Polen PL eller POL och Tyskland D, DE, BRD eller GER. Vilken beteckning som används beror på sammanhanget.

## Olika serier av nationalitetsbeteckningar

### ISO 3166-1
Det numera mest använda systemet för nationalitetsbeteckningar återfinns i ISO-standarden ISO 3166-1. Den introducerades först 1974 och har vanligen två bokstäver, men den har även en variant med tre bokstäver.

### Fordon
Det finns en särskild serie beteckningar som används på motorfordon i internationell trafik, för dessa beteckningar se nationalitetsmärke.

### Luftfartyg
En serie innehåller nationalitetsbeteckningar för luftfartyg (flygplan med mera), vilka finns med i registreringsnumret för varje luftfartyg i respektive lands luftfartygsregister. 

### Sport
Internationella olympiska kommittén har sin egen serie med nationalitetsbeteckningar, där varje beteckning har tre bokstäver, se Lista över IOK:s landskoder; dessa används ofta, men inte alltid, även i andra sportsammanhang.

### Hundar
Hundar registrerade i medlemsorganisation i Internationella hundorganisationen FCI har ett registreringsnummer från sin nationella kennelklubb som inletts med en eller flera bokstäver för det land hunden är registrerad i. Hundar registrerade i Svenska Kennelklubben har tidigare haft ett S som beteckning för Sverige. Sedan 2010/2011 använder man dock den tvåställiga standarden ISO 3166-1, vilket för Sveriges del blir SE.